# Lugnez
Lugnez é uma comuna da Suíça, situada no distrito de Porrentruy, no cantão de Jura. Tem 5,13 km² de área e sua população em 2018 foi estimada em 186 habitantes.